# James Tomkins (roddare)
James Tomkins, född den 19 augusti 1965 i Sydney i Australien, är en australisk roddare.
Han tog OS-guld i tvåa utan styrman i samband med de olympiska roddtävlingarna 2004 i Aten.